# Isabell Werth
Isabell Werth, née le 21 juillet 1969 à Issum, est une cavalière allemande spécialiste du dressage qui, à sa sixième participation aux Jeux olympiques en 2020 à Tokyo, est la dresseuse la plus titrée en atteignant un total de douze médailles dont sept en or remportées depuis sa première participation en 1992 à Barcelone.
Isabell Werth est la cavalière de dressage la plus titrée :
- douze médailles olympiques dont sept médailles d'or,
- six fois championne du monde,
- douze titres de championne d'Europe,
- huit fois championne d'Allemagne.

## Biographie
Isabell Werth est née en 1969.

## Controverses
Le 24 juin 2009, de la fluphénazine est retrouvée dans l'échantillon A du cheval d'Isabell Werth Whisper au concours de Whitsun à Wiesbaden. Elle est suspendue de toutes les compétitions par la Fédération équestre internationale, qui augmente la sanction jusqu'au 23 juin 2010,.
Werth a ensuite soutenu que ce produit interdit avait été administré à son cheval pour traiter la maladie du tremblement du cheval, surtout pour assurer la sécurité de son longueur, et qu'elle ignorait que ce produit puisse avoir une influence sur les performances en compétition. Elle s'excuse pour le résultat positif au test de dopage. La fédération équestre allemande avait demandé un doublement de la sanction, considérant que le dopage était intentionnel. La fluphénazine n'est pas un médicament vétérinaire approuvé en Allemagne,.